# The Chairman
The Chairman (bra: A Grande Ameaça) é um filme britano-estadunidense de 1969, dos gêneros suspense, espionagem e drama de ação, dirigido por J. Lee Thompson, com roteiro de Ben Maddow baseado no romance de Jay Richard Kennedy.
A trama se passa no contexto da Guerra Fria, com os norte-americanos e britânicos recebendo auxílio dos soviéticos contra a China de Mao Tsé-tung, a quem chamam de "O homem mais perigoso do mundo".

## Elenco
- Gregory Peck...Dr. John Hathaway
- Anne Heywood...Kay Hanna
- Arthur Hill...Shelby
- Alan Dobie...Benson
- Conrad Yama...Mao Zedong
- Zienia Merton...Ting Ling
- Ori Levy...Shertov
- Eric Young...Yin
- Burt Kwouk...Chang Shou
- Alan White...jardineiro
- Keye Luke...Professor Soong Li

## Sinopse
O professor vencedor do Prêmio Nobel John Hathaway se preocupa com seu antigo colega chinês Professr Soong Li que lhe enviou uma carta após dez anos sem conseguirem se comunicar. John vai até ao governo britânico e é colocado em contato com a CIA, através do General Comandante Shelby, que acha que o professor chinês tem ligação com o que os agentes russos descobriram e informaram aos ocidentais: os chineses provavelmente desenvolveram uma enzima que permite que produtos agrícolas sejam cultivados em qualquer clima, inclusive em baixas temperaturas ou nos desertos. Os agentes ocidentais acham que Mao Tsé Thung, líder da China, irá usar essa descoberta para dominar o mundo e querem a todo custo descobrirem o segredo. Assim, enviam um relutante Hathaway para se encontrar com Soon Li em território chinês, sabendo que os espiões inimigos o seguirão a todo lugar para evitarem que ele descubra a fórmula da enzima e fuja com a mesma para o Ocidente. Durante a sua missão, Hathaway se encontrará pessoalmente com o líder Mao e discutirá política internacional durante um jogo de ping pong.

## Lançamento
J. Lee Thompson contou que mudou o título inglês para The Most Dangerous Man in the World pois achou que o público poderia confundir a trama com alguma história chata sobre negócios.